# Systenus nigriatus
Systenus nigriatus är en tvåvingeart som beskrevs av Stefan Naglis 2000. Systenus nigriatus ingår i släktet Systenus och familjen styltflugor. Inga underarter finns listade i Catalogue of Life.